# مردان پاکو
مردان پاکو (اسپانیایی: Los hombres de Paco‎) نام یک مجموعه کمدی درام تلویزیونی اسپانیایی است که که از سال ۲۰۰۵ تا ۲۰۱۰ از شبکهٔ تلویزیونی آنتنا ۳ پخش شد.

## بازیگران
- پاکو توس
- پپون نیه‌تو
- خوان دیه‌گو
- ماریان آگیلرا
- لائورا سانچس
- اوگو سیلبا
- میشل خنر
- کریستینا پلاساس
- کارلوس سانتوس
- ماریو کاساس
- گویا تولدو
- بنخامین بیکونیا
- آدریانا اسورس
- کلارا لاگو
- نئوس آسنسی
- لوسیا کاراباجو
- لوکاس فرارو
- رامیرو بلاس
- دنی مارتین
- آنخلا کرمونته
- فرانسزگ گاریدو
- آشا بیاگران
- گونسالو راموس
- ماریانا کوردرو
- آمپارو لارانیاگا